# Saint-Aulaire
Saint-Aulaire é uma comuna francesa na região administrativa da Nova Aquitânia, no departamento de Corrèze. Estende-se por uma área de 10,79 km². Em 2010 a comuna tinha 793 habitantes (densidade: 73,5 hab./km²).